# Quattro morti irrequieti
Quattro morti irrequieti (Stop, You're Killing Me) è un film statunitense del 1952 diretto da Roy Del Ruth.
È una commedia con protagonisti Broderick Crawford, Claire Trevor e Virginia Gibson, remake di Un bandito in vacanza (A Slight Case of Murder) del 1938 (a sua volta basato sul lavoro teatrale A Slight Case of Murder, di Damon Runyon e Howard Lindsay).

## Produzione
Il film, diretto da Roy Del Ruth su una sceneggiatura di James O'Hanlon con il soggetto di Damon Runyon e Howard Lindsay (autori del lavoro teatrale), fu prodotto da Louis F. Edelman per la Warner Bros. Pictures.

## Distribuzione
Il film fu distribuito negli Stati Uniti dal 10 dicembre 1952 al cinema dalla Warner Bros.
Alcune delle uscite internazionali sono state:
- in Finlandia il 24 luglio 1953 (Vaaleaa olutta ja pimeitä tyyppejä)
- in Svezia il 3 dicembre 1953 (Gangsterhuset)
- in Danimarca il 5 aprile 1954 (Liv og glade gangstere)
- in Portogallo (O Baile dos Rapazes Maus)
- in Italia (Quattro morti irrequieti)

## Critica
Secondo il Morandini il film è una "deliziosa commedia gangsteristica con E.G. Robinson, tratta da un copione di Damon Runyon, di cui qui si conserva soltanto in parte il brio".